# Tetractomia
Tetractomia es un género con 21 especies de plantas de flores perteneciente a la familia Rutaceae. 

## Especies seleccionadas
- Tetractomia acuminata
- Tetractomia barringtonioides
- Tetractomia beccarii
- Tetractomia holttumi
- Tetractomia kostermansii
- Tetractomia lanceolata